# L85A1

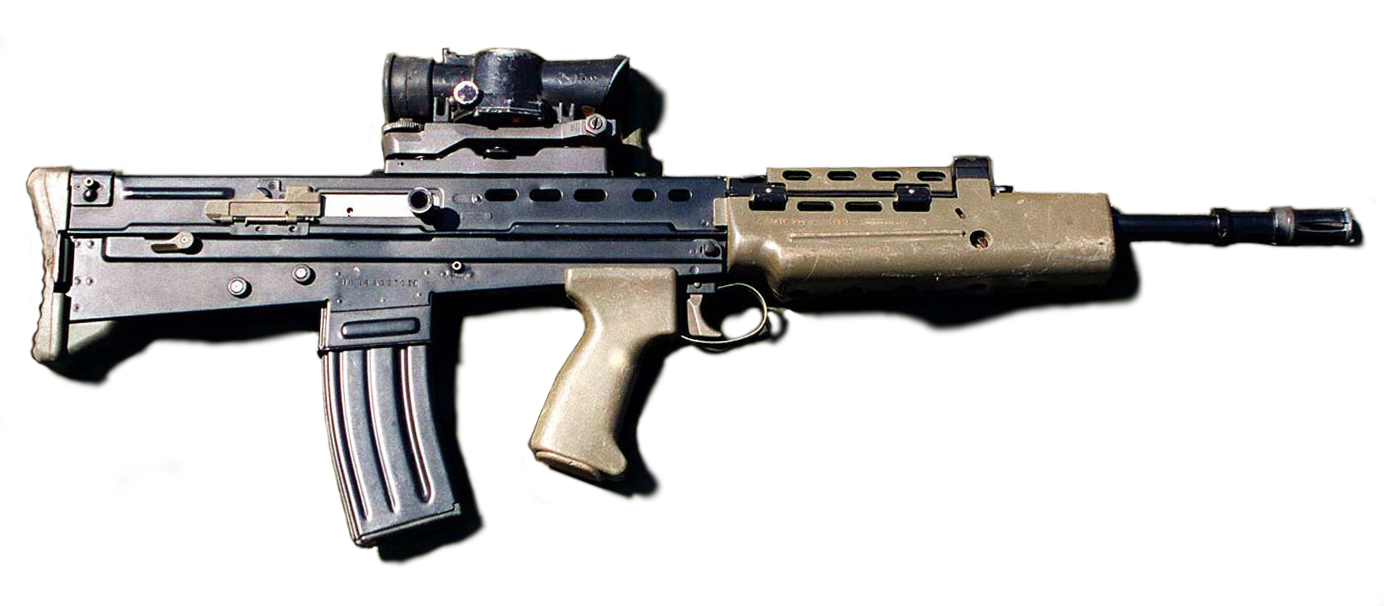
Het SA80-geweer; dit is een foto uit 1996

De L85A1 (SA80) is een aanvalsgeweer, ontworpen en geproduceerd door de Royal Small Arms Factory te Enfield Lock (Engeland). Dit wapen is het laatste wapensysteem dat door deze fabriek is gemaakt. Na 1988 werd dit wapen door andere Engelse fabrieken geproduceerd. Het bijzondere aan dit wapen is dat het een 'bullpup'-geweer is, waar het afvuurmechanisme in de kolf zit en het magazijn achter de trekker zit, waardoor het een betrekkelijk klein wapen met een normale looplengte is. Tijdens de ontwikkelingsfase deden zich veel problemen voor waardoor er na de invoering van het wapen in 1985 nog steeds getest werd. Ook is het bijzonder dat het wapen een grote trekkerbeugel heeft. Hierdoor kunnen mensen met handschoenen ook gemakkelijk schieten.